# 麦秋 (1951年の映画)
『麦秋』（ばくしゅう）は、小津安二郎監督による1951年・松竹大船撮影所製作の日本映画。日本では同年10月3日に公開された。なお、本編でのタイトル表示は旧字体の『麥秋』。
タイトルの「麦秋」とは、麦の収穫期で季節的には初夏に当たる時期を指す。

## 解説
小津の監督作品において、原節子が「紀子」という名の役（同一人物ではない）を3作品にわたって演じた、いわゆる「紀子三部作」の2本目にあたる作品である。1949年の『晩春』に引き続き、父と娘の関係や娘の結婚問題を主なテーマにしているが、本作ではそれがより多彩な人間関係の中で展開されている。
小津の前作『宗方姉妹』が公開された直後の1950年9月から製作の準備が始まり、1951年6月から同年9月にかけて撮影が行なわれた。固定キャメラのイメージが強い小津としては珍しく、本作にはクレーンショットを用いたシーンがひとつあり、これは小津の全作品中でも唯一のものである。これは2人の登場人物が並んで砂丘を歩いていくところを背後から撮ったシーンで、砂丘は高低差があるため、固定キャメラの場合は2人が歩くにつれて画面の中心から外れていってしまう。これを避けるため、撮影しながらキャメラをクレーンでゆるやかに上昇させて、2人が常に画面の中央にいるようにした。すなわち、クレーンを使用する目的として一般的な、キャメラを動かして構図を変化させる意図ではなく、逆に構図を一定に保つためにクレーン撮影を使っているのである。
小津自身は、本作において「ストーリーそのものより、もっと深い《輪廻》というか《無常》というか、そういうものを描きたいと思った」と発言しており、小津とともに脚本を担当した野田高梧は「彼女（紀子）を中心にして家族全体の動きを書きたかった。あの老夫婦もかつては若く生きていた。（中略）今に子供たちにもこんな時代がめぐって来るだろう。そういう人生輪廻みたいなものが漫然とでも感じられればいいと思った」と語っている。また本作は戦後の野田・小津コンビ作品の中で野田自身が一番気に入っていた脚本であり、野田は「『東京物語』は誰にでも書けるが、これはちょっと書けないと思う」とも発言していた。
演出に関しては、小津は「さらさらと事件だけを描いて、感情の動きや気持の移ろい揺ぎなどは、場面内では描こうとせずに、場面と場面の間に、場面外に盛り上げたい」「芝居も皆押しきらずに余白を残すようにして、その余白が後味のよさになるように」という狙いであると語っている。
芸術祭参加作品であったこともあり、公開日前日に皇居内で天皇、皇后の御前で上映された記録が残る。
公開後、キネマ旬報ベストテン第1位など数々の賞を受けるとともに、『晩春』に続いて起用された原と小津との結婚説が芸能ニュースを賑わせた。

## あらすじ
北鎌倉に暮らす間宮家は、初老にさしかかった植物学者の周吉とその妻・志げ、長男で都内の病院に勤める医師の康一、康一の妻・史子、康一と史子の幼い息子たち2人、それに長女で会社員の紀子という3世代同居家族である。まだ独身の紀子は、親友のアヤから同級生が結婚することになったという話を聞き、紀子の上司・佐竹からも“売れ残り”だと冷やかされる。
春のある日、周吉の兄・茂吉が大和から上京してきた。茂吉は28歳になっても嫁に行かない紀子を心配する一方、周吉にも引退して大和へ来いと勧めて帰っていく。同じ頃、佐竹も紀子に縁談を持ち込んできた。商大卒、商社の常務で四国の旧家の次男となかなか良い相手のようで、紀子もまんざらでもない風である。
縁談は着々と進んでいる様子で、康一の同僚の医師・矢部の耳にもこの話が入ってきた。矢部は戦争で亡くなった間宮家の次男・省二とは高校からの友人だが、妻が一昨年に幼い娘を残して亡くなっており、母親・たみが再婚話を探しているのである。
間宮家では、紀子の縁談の相手が数えで42歳、満40歳であることがわかり、志げや史子は不満を口にするが、康一は「紀子の年齢では贅沢は言えない」とたしなめる。
やがて、矢部が秋田の病院へ転任することになった。出発の前の夜、矢部家に挨拶に訪れた紀子は、たみから「あなたのような人を息子の嫁に欲しかった」と言われる。それを聞いた紀子は「あたしでよかったら…」と言い、矢部の妻になることを承諾するのだった。間宮家では皆が驚き、佐竹からの縁談のほうがずっといい話ではないかと紀子を問いつめるが、紀子はもう決めたことだと言って譲らず、皆も最後には了解する。
紀子の結婚を機に、周吉夫婦も茂吉の勧めに従って大和に隠居することにし、間宮家はバラバラになることとなった。初夏、大和の家では、周吉と志げが豊かに実った麦畑を眺めながら、これまでの人生に想いを巡らせていた。

## 批評・分析
映画評論家の佐藤忠男は、本作について「小津自身の感慨が反映されている」と考察している。小津は生涯独身であったが、佐藤によれば女嫌いであったわけではなく結婚相手として考えていた女性もいたものの、恥ずかしがり屋で相手との仲を取り持ってくれる人物もいなかったために機会を逃していた。また小津は、友人が結婚する際「こういうことは、そばにいて親切に仲介してくれる人がいないとうまくゆかない」と語っている。このことから、佐藤は「（紀子が結婚を決める）矢部という人物は小津の結婚についての願望が込められていたとも思われる」としている。
また、佐伯知紀は本作で描かれている間宮家という家族について「両親と複数の子供たちが揃った、みたところ過不足ない円満な「家族」のようでありながら、そこには一点ポッカリと口を開いた暗部が周到に用意されている」と書いている。佐伯によれば、この「暗部」とは戦死した次男の省二のことであり、作中には直接登場しないこの省二という存在が本作の構成上重要な存在となっている。紀子が矢部との結婚を突然のように決めてしまうのも、矢部が亡くなった省二の親しい友人であり、その省二を紀子がずっと慕っていたからこそ、矢部に亡き兄の姿を重ねあわせ、兄の不在を埋めるかのように紀子は彼のもとに嫁ぐのである、と佐伯は指摘している。また、アメリカ合衆国の作家・評論家ダン・シュナイダーも同様な分析をしている。

## 他作品への影響
本作に助監督として付いていた今村昌平は、紀子が帰宅し台所で一人お茶漬けを食べるというシーンが、後に日活で監督として独り立ちしてから撮った作品『赤い殺意』に反映されていると『生きてはみたけれど 小津安二郎伝』のインタビュー内で語った。
また映画研究家のデイヴィッド・ボードウェルは、是枝裕和監督の『歩いても 歩いても』について、「亡くなった兄の存在」「家族写真」「家長である医師の父」といったモチーフが、本作や『東京物語』と共通すると指摘している。

## 配役

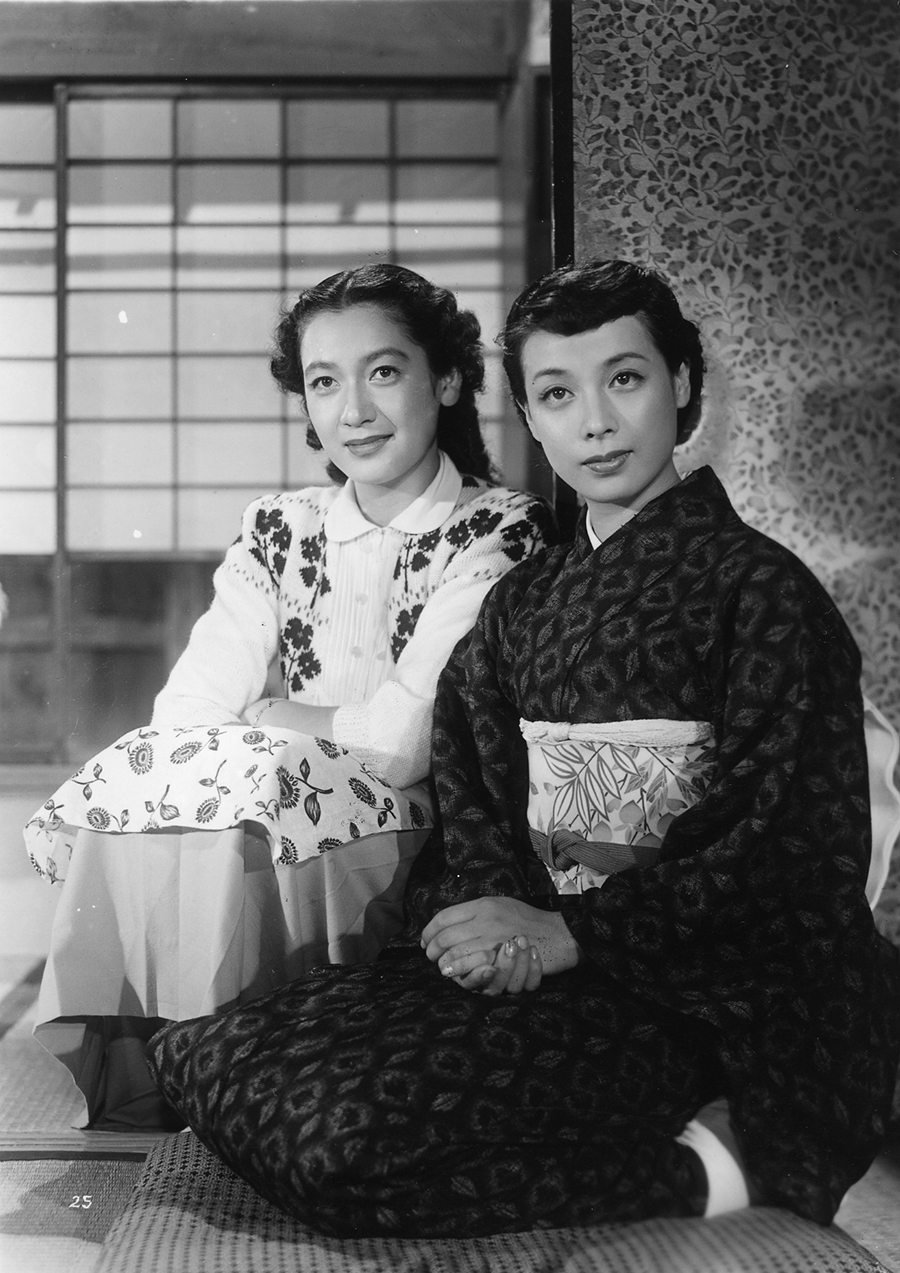
原節子と淡島千景

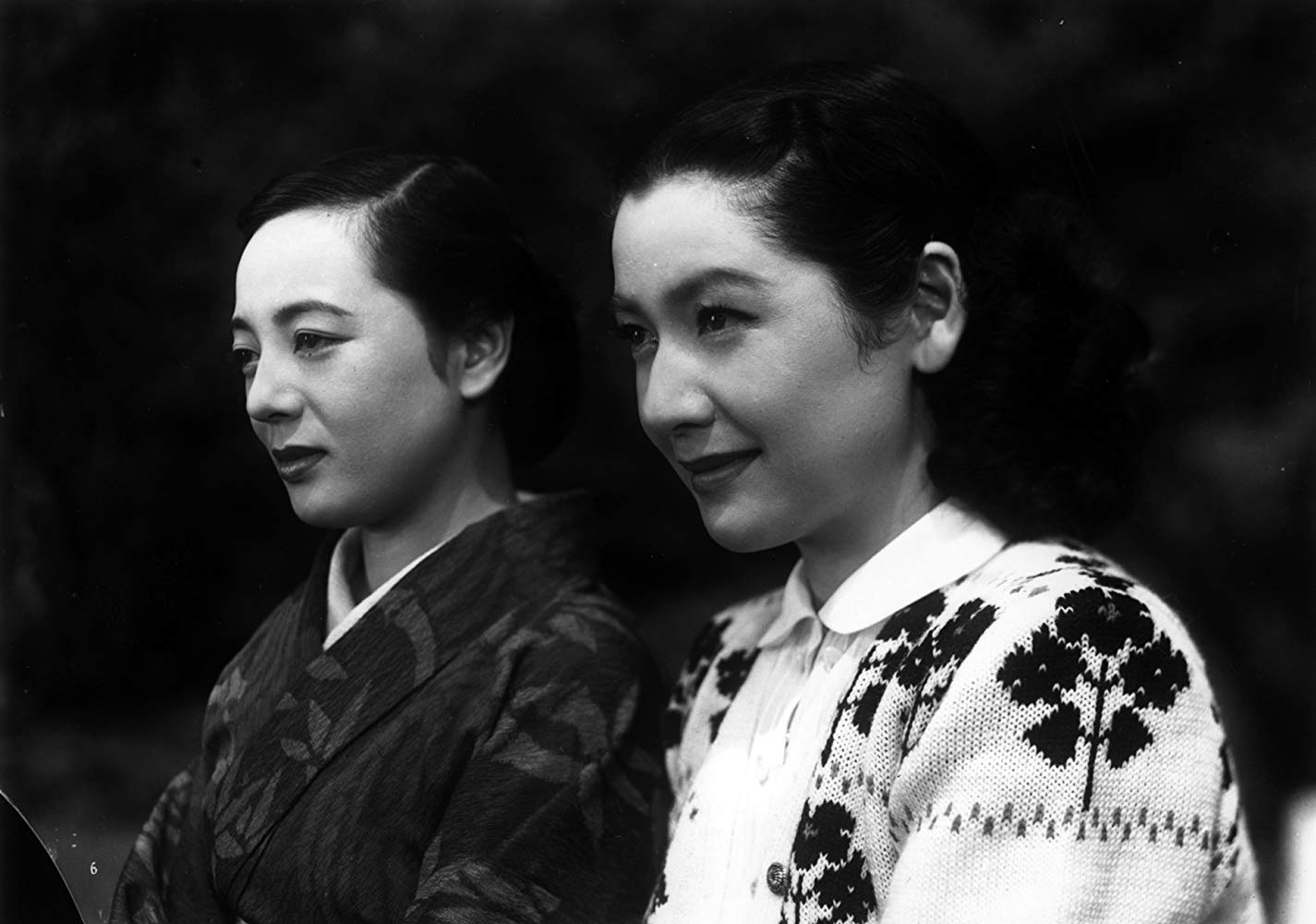
三宅邦子と原節子

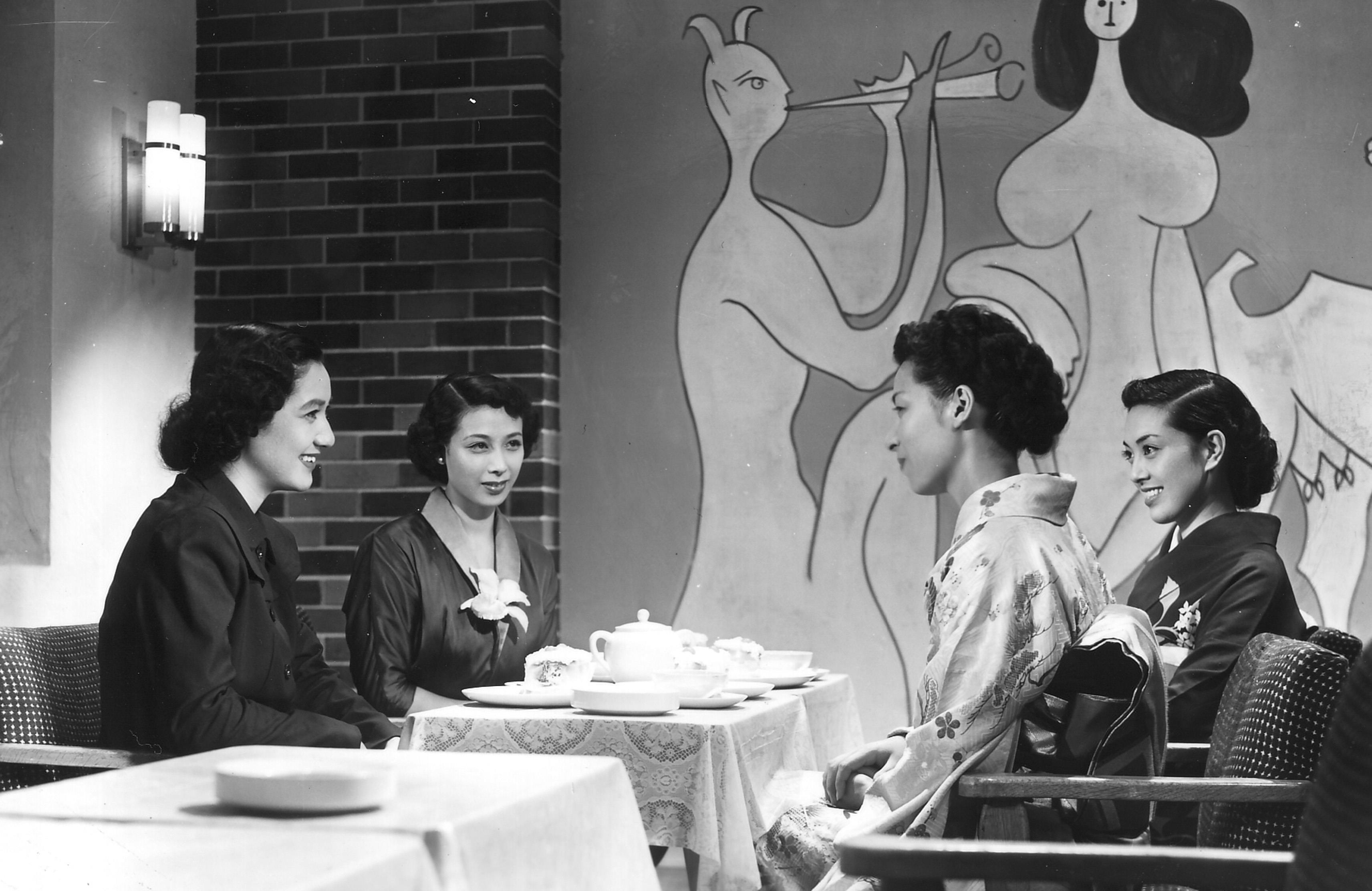
左から原節子、淡島千景、志賀眞津子、井川邦子

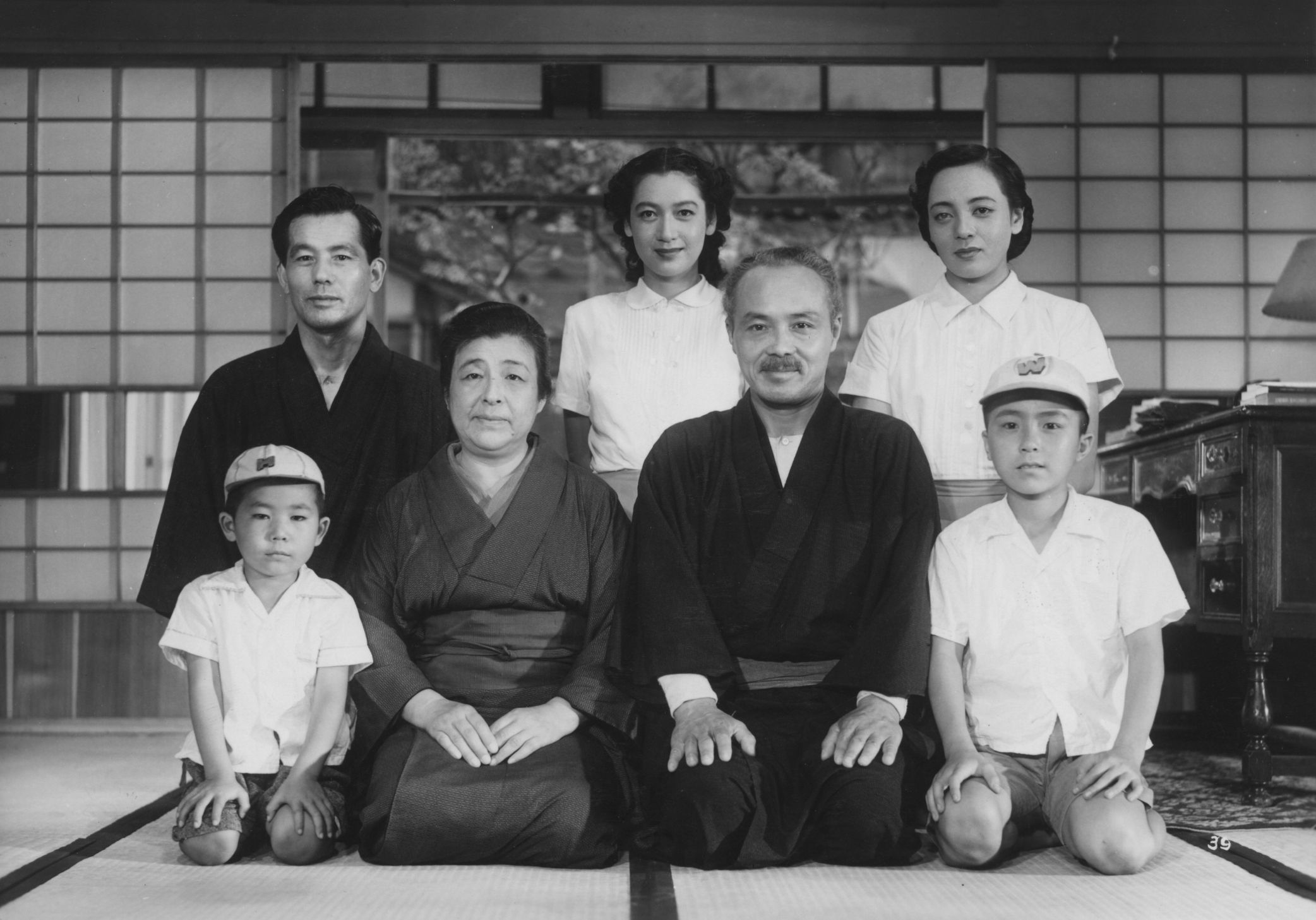
前列左から城澤勇夫、東山千栄子、菅井一郎、村瀬禅。
後列左から笠智衆、原節子、三宅邦子

間宮紀子
演 - 原節子
28歳の独身OL。
間宮康一
演 - 笠智衆
紀子の兄。医師。
田村アヤ
演 - 淡島千景
紀子の親友。
間宮史子
演 - 三宅邦子
康一の妻。
間宮周吉
演 - 菅井一郎（第一協團）
康一と紀子の父。
間宮志げ
演 - 東山千栄子（俳優座）
康一と紀子の母。
矢部たみ
演 - 杉村春子（文学座）
謙吉の母。
矢部謙吉
演 - 二本柳寛
間宮家の戦死した次男・省二の友人。医師。寡夫。
安田高子
演 - 井川邦子
紀子とアヤらの親友。
田村のぶ
演 - 高橋豊子
アヤの母。
間宮茂吉
演 - 高堂國典
周吉の兄。大和で周吉夫婦と同居。耳が遠い。
西脇宏三
演 - 宮口精二（文学座）
康一の友人。
高梨マリ
演 - 志賀眞津子
紀子とアヤらの親友。
間宮実
演 - 村瀬禅（劇團ちどり）
康一と史子の息子。
間宮勇
演 - 城澤勇夫
康一と史子の息子。
矢部光子
演 - 伊藤和代
謙吉の娘。
西脇富子
演 - 山本多美
宏三の妻。
「多喜川」の女中
演 - 谷よしの
看護婦
演 - 寺田佳世子
病院の助手
演 - 長谷部朋香
会社事務員
演 - 山田英子
「田むら」の女中
演 - 田代芳子
写真屋
演 - 谷崎純
佐竹宗太郎
演 - 佐野周二
紀子の上司。

## スタッフ
- 監督：小津安二郎
- 脚本：野田高梧・小津安二郎
- 製作：山本武
- 撮影：厚田雄春
- 美術：濱田辰雄
- 録音：妹尾芳三郎
- 照明：高下逸男
- 現像：林龍次
- 編集：浜村義康
- 音楽：伊藤宣二
- 録音技術：宇佐美俊
- 装置：山本金太郎
- 装飾：橋本庄太郎
- 衣裳：齋藤耐三
- 巧藝品考撰：澤村陶哉
- 監督助手：山本浩三
- 撮影助手：川又昂
- 録音助手：堀義臣
- 照明助手：八鍬武
- 進行：清水富二

## 作品データ
- 製作：松竹大船撮影所
- フォーマット：白黒、スタンダードサイズ (1.37:1)、モノラル

## 受賞
- 第25回キネマ旬報ベスト・テン第1位
- 芸術祭文部大臣賞
- 第2回ブルーリボン賞監督賞
- 第6回毎日映画コンクール日本映画賞、女優演技賞（原節子）
- 東京都民映画コンクール第1位